# Валевские
Валевские (пол. Walewscy) — польский дворянский род. Род Валевских происходит из старинных дворян из Валевиц Валевских, герба Колонна, в прежнем Серадзском воеводстве оседлых. Согласно преданию, род происходит от римских патрициев Колонна и имел одинаковый с ними герб. Также были Валевские герба Амадей из села Валево Ленчицкого повяту — представители мелкой шляхты без крестьян.

## Валевские герба Рох или Колюмна в Гербовнике Каспра Несецкого
Первое упоминание о роде Валевских герба Рох и Колюмна относится к Ленчицкому воеводству. В 1382 году Лащен Валевский подписал конфедерацию Вилькопольску. Имел сыновей Якуба и Миколая, Якуб — без потомства, Миколай с Кощиленской, воеводжанкой брестской, оставил две дочки: Анну и Эльжбиту и сына Адама. 
Адам — каштелян эльбаский, староста осильский, комиссар от короля Стефана до Гданска на одобренье от него присяги в 1577 году, умер в 1587 году, женат был на Фирлеовке, воеводчанке Русской имели две дочки и пять сыновей, одного имя неизвестно. 
Один из сыновей, Адам, подкоморчий Серадзский был послом на Сейме 1620 года, депутатом Трибунала, потом каштеляном Ленчицким, комиссаром Войска Польского. В 1632 году женился на Эльжбите Конецпольской, подкоморчанке Серадзской, с которой было двое сыновей: Мартин, его жена Констанция Щавинская, воеводжанка Брестская, не было потомства и Ян Францишек з Валевиц Валевский — стольник Серадзский, в молодые годы служил при дворе Фердинанда Цесаря, потом в обозе гетьмана Конецпольского. Бывал послом на Сейме и депутатом в Трибунал Короны, имея богатство, даровал на костёл и каплицу Бучковские. Был маршалком и судьёй, комиссаром до скарбу Речи Посполитой, воеводою Серадзским, послом до Видня.
Со второй женой, Петранеллой Быковской, каштелянкой Сирадзской, был сын, Станислав — поручник у варшавского воеводы Сандомирского, 1683 года, комиссар от Сейма на успокоение пограничных территорий Сласкана. Его жена, Яна Запольская, подкоморчанка Сирадзская, родила сына, Яна — стольника Сирадзского и Поручника. 
Сыновья Яна Казимир и Владислав. Третья жена Яна Констанция Запольская родила сыновей: Премислава 1696, Александра (по смерти которого жена его Мариана, каштелянка велюнская, вышла замуж за Войцеха Валевского), Францишек третий сын с Констанцией Запольской, женился на Катерине Мачинской и оставил троих сыновей: Станислав — ловчий, подстароста и судья гродский Сирадзский, Ян — мечник Сирадзский и Зигмунт. 
Мартин, другой брат Адама, каштеляна Ленчицкого в 1633 году избран по Конституции в депутаты сейма, женат на Ядвиге Рембивской, с которой был сын Пётр — подкоморчий Сирадзский. 
Ян, третий брат Адама, а четвёртый — Ростислав, оба занимались науками. 
Гироним, ловчий Ленчицкий, которого сын Ян, погибли на войнах Московских и Инфляндских в 1640 году. 
Стефан, каштелян Стецимирский, комиссар с Сейма 1661 года до границ Сласка. 
Войцех, каштелян Стицимирский, жена его Констанция Горчевская герба Заремба, сын с ней Ян, второй Криштоф 1700. 
Адам Валевский, каштелян Иновлодский, с Сейма 1683, комиссар до успокоения границ од Сласка, жена его первая Ласточка, с которой сын Андрей 1692, вторая Курдвановская, каштелянка Завыговская. 
Зигмунт, каштелян Роспирский, староста Варцкий, дзедзич на Руще 1701, с Марианной Конецпольской, воеводжанкой Пярновской, были сыновья Александр, староста Варцкий 1733, жена Виктория Быковская, второй сын Францишек, жена Дабская 1725. 
Константин, каштелян Конарский в Ленчицком воеводстве 1696, сыновья его Зигмунт и Францишек. 
Казимир, каштелян Спицимирский, жена Радолинская. 
N. (неизвестный Валевский) подкоморчий Ленчицкий, жена Елена Тарновская. 
N. каштелян Спицимирский, жена Мажинская. Ян, подстолий Сирадзский, полковник гусарский, жена Микельская. 
N. каштелян Роспирский, Катарина Микельская, воеводжанка Сирадзская, с которой сын Фелициан и дочка Францишка. 
N. имел жену Софию Марчинскую, сестру Катерины, которая жила с Франциском Валевским. 
N. Валевская жена Александра Залеского, референдарца Коронного. 
Барбара, жена Вацлава Лещинского, воеводы Лещинского, а после Михала Ласоцкого, подкоморчего Выщогродского. 
Йозеф, каштелян Брезинский с Грабска. 
N. з Катариною Ланцкоронской. 
Валевская, мать Варшицкого Михала, воеводы Сендомирского. 
Ян с Фелицианой Лигезянке имели сыновей Казимира и Владислава. Александра Валевская, мечниковна Сирадзская, была за Яном Мартином Ромерем, писарем гродским Новомейским.

## Дом Валевских герба Амадей в Гербовнике Милевского
«1424 год, в Ленчицах. Документ Станислава, дзедича з Валева герба Амадей з описанием того ж герба за Войцеха Мальского подкоморчего и старосты Ленчицкого даный, а при Витольде (Витовте) великом князе литовском впервые письменно упоминается. (Тот документ № 120 под домом Фальковских подробно описан)».

## Графы Валевские

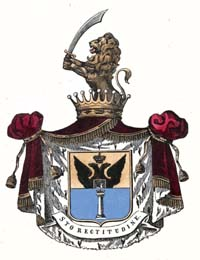
Герб графов Валевских

В 1795 г. произошёл третий раздел Польши. Россия получила западнобелорусские и западноукраинские земли (без Львова), большую часть Литвы и Курляндию. Этот раздел прошёл не только по территории Польши, но и по её дворянским родам. Примером может послужить семья дворян и графов Валевских. Часть этой семьи верно служили России и возведены в графское достоинство Российской Империи.
Александр Валевский (1778—1845), сенатор Кастелян Царства Польского, впоследствии Действительный Тайный Советник, Сенатор, Член Совета Управления, Председатель Герольдии и разных орденов кавалер, за непоколебимую верность и преданность престолу, возведён в 1833 году в графское достоинство, с распространением на племянников его Николая и Конрада Валевских.
Высочайшая грамота на графское достоинство, с изменением прежнего герба, пожалована Государем Императором и Царём Николаем I в 21 день Марта (2 Апреля) 1838 года. Герб графов Валевских внесён в Часть 1 Гербовника дворянских родов Царства Польского, стр. 22.
- Описание герба графов Валевских:

В щите с золотой каймой, надвое пересечённом, в верхнем золотом поле выходящий двуглавый орёл, а в нижнем, голубом, серебряная колонна, увенчанная дворянской короной. Щит накрыт княжеской мантией и графской короной, из которой выходит вправо золотой лев, держащий в лапах меч. Под щитом девиз: «STO RECTITUDINE» («Я стою прямой»).
Валевские были внесены в польские гербовники и в Список дворян Волынской губернии.

## Другие Валевские
В XV веке в киевских землях зародился род Валевских (Велавских) волынско-русского происхождения от Лариона Валевского. Это однофамильцы польского рода Валевских. Большинство потомков Лариона Валевского позже приняло фамилию Левковские (иногда Валевские-Левковские) от названия села «Левковичи», по имени правнука родоначальника, овручского боярина, «Львея» (Льва, Левка) Булгаковича. С XVII века проживали в сёлах Левковичи, Возничи, Мацьки, Лисовцы, Козули, Гошев, Пещаница, Васьковичи, Купище, Выгов (Житомирская область)

## Известные представители рода
- Мария Валевская, урождённая Лончиньская (1786—1817), возлюбленная Наполеона I
- Александр Валевский (1810—1868) — граф, французский политик и дипломат, сын предыдущей.
- Ларион Валевский — родоначальник рода Левковских, Верповских и Геевских-Лавдыковских, земянин и слуга киевского князя Олелька Владимировича (уп. 1420).
- Анастазий Валевский (ум. 1815), польский ротмистр, камергер короля Станислава Августа Понятовского.
- Михаил Валевский (1735—1806), подкоморий краковский, последний воевода серадзский.
- Александр Колонна-Валевский (1778—1845), президент Герольдии Царства Польского, сенатор-каштелян Царства Польского (1819).